# Punto di riferimento

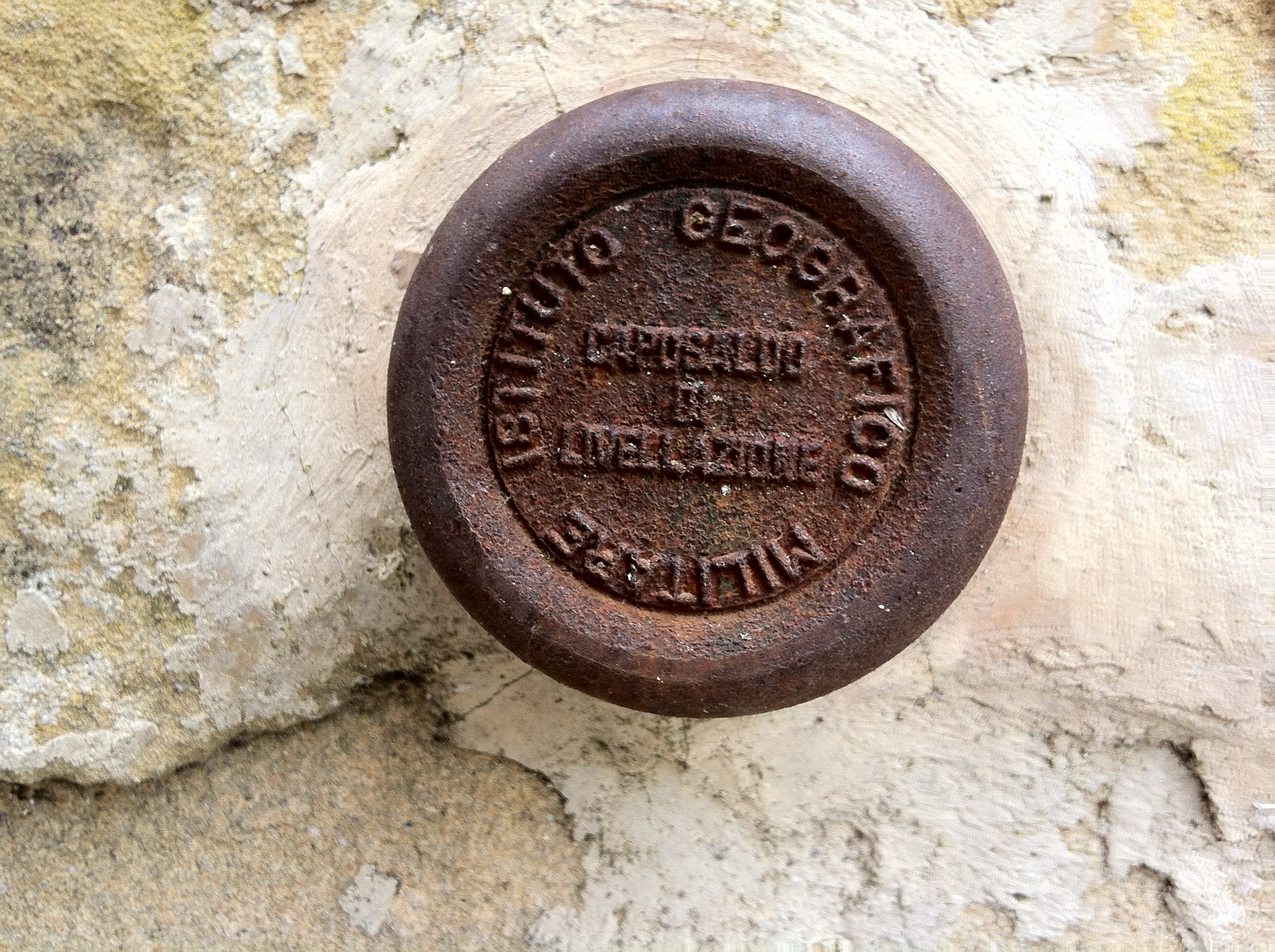
Caposaldo di livellazione dell'Istituto Geografico Militare detto anche punto di livello altimetrico, usato per scopi topografici

Un punto di riferimento è un elemento ben riconoscibile del paesaggio, naturale o artificiale, utile per la navigazione e i viaggi in generale, ben distinto nel proprio ambiente e spesso ben visibile da lontano.
Per quanto riguarda quelli naturali si tratta di porzioni di territorio ben distinguibili come montagne o altipiani, oppure elementi del territorio più piccoli come, nel paesaggio agricolo e forestale, gli alberi monumentali.
Nel paesaggio urbano, spesso si tratta di monumenti famosi come la Tour Eiffel o il Big Ben.
In senso figurato, esprime il concetto di pietra miliare di un determinato ambito.